# Aspettando Godot
Aspettando Godot è un'opera teatrale del drammaturgo irlandese Samuel Beckett, nel quale due personaggi, Vladimiro ed Estragone, si intrattengono in una varietà di discussioni mentre attendono il signor Godot, che non arriva mai. Fu scritto in francese, e dall'autore stesso riscritto in inglese nel 1954, per il quale Beckett scelse come sottotitolo una tragicommedia in due atti.
Dramma del teatro dell'assurdo, il testo originale francese, composto tra il 9 ottobre 1948 e il 29 gennaio 1949, fu pubblicato nel 1952.  
La prima rappresentazione si tenne a Parigi il 5 gennaio 1953 al Théâtre de Babylone, sotto la regia di Roger Blin, che per l'occasione rivestì anche il ruolo di Pozzo; la prima versione in inglese debuttò a Londra nel 1955.

## Trama
Vladimiro (chiamato anche Didi) ed Estragone (chiamato anche Gogo), due vagabondi in bombetta, stanno aspettando su una desolata strada di campagna un certo "Signor Godot". Non vi è nulla sulla scena, solo un albero dietro ai due personaggi.                                                                                    I due uomini si lamentano continuamente del freddo, della fame e del loro stato esistenziale; litigano, pensano di separarsi (anche di suicidarsi) ma alla fine restano in coppia.                                              
A un certo punto del dramma, arrivano altri due personaggi: Pozzo e Lucky. Pozzo, che si definisce il proprietario della terra sulla quale Vladimiro ed Estragone stanno, tratta il suo servo Lucky come una bestia, tenendolo al guinzaglio con una lunga corda. I due nuovi personaggi successivamente escono di scena. Arriva un ragazzo e annuncia ai due che Godot non arriverà quel giorno, ma sicuramente il successivo. Vladimiro ed Estragone si decidono ad andare via, per poi invece rimanere immobili.
Nel secondo atto, Vladimiro ed Estragone sono di nuovo nello stesso posto della sera precedente. Continuano a parlare. Ritornano in scena Pozzo, che è diventato cieco, e Lucky, che ora è muto, ma con una differenza: ora la corda che li unisce è più corta. Escono di scena. Rientra il ragazzo, annunciando che anche oggi il Signor Godot non verrà. Vladimiro ed Estragone decidono di tornare il giorno successivo, ma di nuovo non si muovono.

## Influenza culturale
- Aspettando Godot è divenuto un modo di dire, sinonimo di una situazione, spesso esistenziale, nella quale si attende un avvenimento che dà l'apparenza di essere imminente, ma che in realtà non accade mai, e in cui di solito chi l'attende non fa nulla affinché questo si realizzi.
- Aspettando Godot è il titolo di un album del 1972 di Claudio Lolli e di una canzone ivi contenuta.
- Un film italiano del 1977, Il giorno dell'Assunta di Nino Russo, è fortemente ispirato all'opera di Beckett.
- Nel film italiano del 2023, Grazie ragazzi di Riccardo Milani, i detenuti protagonisti mettono in scena Aspettando Godot.

## Edizioni
- En attendant Godot, pièce en deux actes, Les Éditions de Minuit, Paris, 1952.
- Waiting for Godot, Faber and Faber, London, 1956.
- Aspettando Godot, trad. di Carlo Fruttero, Collezione di teatro n.57, Torino, Einaudi, giugno 1956; in Il teatro di Samuel Beckett, Collana Supercoralli, Torino, Einaudi, 1961, 1968, VI ed. 1982, pp.7–102; in Teatro completo, a cura di Paolo Bertinetti, Biblioteca della Pléiade, Torino, Einaudi-Gallimard, 1994, pp.1–83, ISBN 978-88-446-0014-3; Milano, Club degli Editori, 1996; in Teatro, a cura di P. Bertinetti, Collana ET Teatro, Einaudi, 2002, ISBN 978-88-061-6040-1; Collana ET Scrittori, Einaudi, 2014, ISBN 978-88-062-2136-2.
- Teatro di Samuel Beckett. Aspettando Godot, Finale di partita, L'ultimo nastro di Krapp, Giorni felici, trad. di C. Fruttero, Introduzione di Roberto Rebora, Collana Oscar n.257, Milano, Mondadori, 1969-1981; in Teatro contemporaneo, 3 voll. in cofanetto, Collana Oscar, Mondadori, 1969.
- Waiting for Godot, a cura di I. Leonetti, Collana anglo-americani, Milano, Bruno Mondadori Scolastica, 1977, ISBN 978-88-424-6063-3.
- En attendant Godot, avec une introduction des notes et des question par Paolo Guazzi, Roma, Lucarini Scuola, 1990, ISBN 978-88-857-6782-9.
- Quaderni di regia e testi riveduti. Aspettando Godot, Edizione critica di James Knowlson e Dougald McMillan,[2] a cura di Luca Scarlini e S.E. Gontarski, Collana Le teorie, Imola, CUE Press, 2021, ISBN 978-88-551-0195-0.
- Aspettando Godot, in  Romanzi, teatro e televisione, trad. e cura di Gabriele Frasca, Collana I Meridiani, Milano, Mondadori, 2023, ISBN 978-88-047-2646-3.